# Ethel Fraser
Ethel Fraser (Wageningen, Suriname, 23 april 1977) is een voormalig Surinaams voetbalster.

## Biografie
Fraser verhuisde voor studiedoeleinden naar Paramaribo en was medeoprichter van DIVA (Dames In Voetbal Actie), waarmee viermaal het kampioenschap van Suriname werd behaald.
Ze was als voetbalster veelzijdig en kon op meerdere posities spelen. Als centrale verdediger werd zij geselecteerd voor de nationale damesselectie en speelde meerdere wedstrijden in het kader van het Caribisch kampioenschap en voor de WK-kwalificatie. Zij werd na verloop van tijd aangesteld als aanvoerder. In 2007 stopte zij met de actieve voetballerij, mede vanwege hardnekkige blessures.